# Отворено првенство Ченаја у тенису 2002.
Отворено првенство Ченаја у тенису 2002 (познат и под називом Tata Open 2002) је био тениски турнир који је припадао АТП Интернационалној серији у сезони 2002. Турнир се играо на тврдој подлози. То је било 7. издање турнира који се одржао у Ченају у Индији на СДАТ тениском стадиону од 31. децембра 2001. — 6. јануара 2002.

## Носиоци
| Држава | Играч          | Позиција1 | Носилац |
| ------ | -------------- | --------- | ------- |
| АРГ    | Гиљермо Кањас  | 15        | 1       |
| ШВЕ    | Томас Јохансон | 18        | 2       |
| ФРА    | Фабрис Санторо | 22        | 3       |
| РУМ    | Андреј Павел   | 28        | 4       |
| БЛР    | Макс Мирни     | 35        | 5       |
| СВК    | Доминик Хрбати | 36        | 6       |
| ЧЕШ    | Михал Табара   | 64        | 7       |
| ДАН    | Кристијан Плес | 68        | 8       |

- 1 Позиције од 24. децембра 2001.[1]

### Други учесници
Следећи играчи су добили специјалну позивницу за учешће у појединачној конкуренцији:
- Леандер Паес
- Махеш Бупати

Следећи играчи су ушли на турнир кроз квалификације:
- Иво Карловић
- Бајрон Блек
- Томас Дипр
- Стефано Галвани

Следећи играч је ушао у жреб као "срећан губитник":
- Хуан Антонио Марин

### Повлачења
Пре турнира
- Оливер Марах

### Одустајања
- Јиржи Вањек (четвртфинале - проблеми с леђима)

## Носиоци у конкуренцији парова
| Држава | Играч            | Држава | Играч          | Носиоци |
| ------ | ---------------- | ------ | -------------- | ------- |
| ИНД    | Махеш Бупати     | ИНД    | Леандер Паес   | 1       |
| ЗИМ    | Бајрон Блек      | ФРА    | Фабрис Санторо | 2       |
| ЧЕШ    | Франтишек Чермак | ЧЕШ    | Петр Лукса     | 3       |
| ЧЕШ    | Томаш Цибулец    | ЧЕШ    | Ота Фукарек    | 4       |

### Други учесници
Следећи играчи су добили специјалну позивницу за учешће у конкуренцији парова:
- Пракаш Амритраж/  Мустафа Гоус
- Сринат Прахлад /  Ајај Рамасвами
- Рохан Бопана /  Карлос Куадрадо

## Шампиони

### Појединачно
Гиљермо Кањас је победио  Парадорна Сричапана са 6:4, 7:6(7:2)
- Кањасу је то била прва (од две) титула у сезони и четврта (од седам) у каријери.

### Парови
Махеш Бупати /  Леандер Паес су победили  Томаша Цибулеца /  Оту Фукарека са 5:7, 6:2, 7:5.
- Бупатију је то била прва (од пет) титула у сезони и 22-га у каријери.
- Паесу је то била прва (од две) титула у сезони и 25-та у каријери.